# Чернышов, Константин Валерьевич
Константин Валерьевич Чернышо́в (род. 11 июня 1967, Воронеж) — российский шахматист, гроссмейстер (2000). Тренер.

## Шахматная карьера
Когда Константину было четыре года, отец научил его играть в шахматы. В шесть лет начал заниматься в кружке. Занимался у тренеров Владимира Мануковского и Эдуарда Хантакова (когда два года жил в Ангарске). Затем занимался у тренера Сергея Кислова.
Впервые заявил о себе на первом чемпионате Российской Федерации (Орел, 1992), где Чернышов (без рейтинга) набрал 7 очков из 11 и разделил четвёртое место с Морозевичем, Агрестом, Ионовым и Полуляховым. В 1993 году первенствовал в «швейцарке» в Залакаросе, его индивидуальный коэффициент поднялся к 2500.
Победитель соревнований: Балатонберены 1994, Дьендьеш 1996, Ческе Будеевице 1998, Будапешт 1999, 2002, 2004, 2005, 2006, 2011, Прешов 1999, Мемориал Стейница 2000, Воронеж 2002, Тарканы 2002, 2009, Шальготарьян 2003, Краков 2003, Залакарос 2004, 2005, Капелль-ля-Гранде 2008, Кострома 2010, Оломоуц 2011, Марианске-Лазне 2012, Балатон 2013. Участник финалов Кубка России 2007 и 2010 годов.
В 2003 году сыграл матч с Петром Свидлером и уступил: 1,5:2,5 в классику и 1:3 в рапид.
В составе команды «DP Holdia Prague» победитель командного чемпионата Чехии в сезоне 2000/2001.
Автор шахматных книг и статей. Руководит Гроссмейстерской школой в Костроме.

## Спортивные достижения
| Год  | Город      | Турнир                | + | − | = | Результат | Место |
| ---- | ---------- | --------------------- | - | - | - | --------- | ----- |
| 2001 | Элиста     | 54-й чемпионат России | 3 | 1 | 5 | 5½ из 9   | 4—20  |
| 2003 | Красноярск | 56-й чемпионат России | 4 | 1 | 4 | 4½ из 9   | 38—42 |
| 2010 | Москва     | Moscow Open 2010      | 6 | 1 | 2 | 7 из 9    | 1     |
|      |            |                       |   |   |   | из        |       |

## Изменения рейтинга
| Графики недоступны из-за технических проблем. См. информацию на Фабрикаторе и на mediawiki.org. |